# Juan Manuel Cortés (futbolista)
Juan Manuel Cortes nació el 20  de noviembre de 1980 (44 años) en Quilmes, provincia de Buenos Aires. Es un exfutbolista con una vasta carrera en el fútbol argentino que se movía por todo el frente de ataque, de buen manejo del balón y que podía adaptarse a la posición de enganche o media punta. Debutó en Belgrano de Córdoba en el año 2001. Fue campeón dos veces con San Martín de Tucumán y dos veces con Racing de Córdoba. Además fue el goleador de la Premier League de Indonesia en el 2011. Se retiró en el año 2012 vistiendo los colores de Boca Río Gallegos.  

## Trayectoria
| Club              | País      | Año       |
| ----------------- | --------- | --------- |
| Belgrano          | Argentina | 2001-2002 |
| Racing (C)        | Argentina | 2002-2004 |
| San Martín (T)    | Argentina | 2005-2006 |
| Santamarina (T)   | Argentina | 2006-2007 |
| Tiro Federal      | Argentina | 2007      |
| Unión (S)         | Argentina | 2008      |
| Coquimbo          | Chile     | 2009      |
| 9 de Julio        | Argentina | 2010-2011 |
| Batavia F.C.      | Indonesia | 2011-2012 |
| Boca Río Gallegos | Argentina | 2012      |

- Datos: Q5950965